# Antonio Carro Fernández-Valmayor

## Biografía
Estudió derecho en la Universidade de Santiago de Compostela, también es diplomado en urbanismo y ordenación del territorio y técnico de la Administración Civil del Estado ejerce de profesor de derecho constitucional en la USC , es miembro de la Asociación Española de Ciencia Rexional, de la Asociación de Estudos Galegos, del Instituto de Estudios de Galicia, de la logia Renacimiento 54 y de la logia Curros Enríquez de la masonería[1] y de la Fundación Pablo Iglesias.
Su carrera política empezó durante los años 70 militando clandestinamente en el PSOE por La Coruña. Ocupando un importante lugar en la política de su ciudad en las primeras elecciones democráticas, en la primera corporación, se presentó como candidato a la alcaldía de La Coruña por el PSOE obteniendo 6 concejales por debajo de la UCD con 8 miembros , pero aun siendo la primera fuerza de la izquierda en el consistorio , mediante los llamados Pactos del Hostal , cedieron la alcaldía a los nacionalistas convirtiéndose en el primer teniente de alcalde de la ciudad.
En las elecciones generales de 1979 resultó elegido senador por la provincia de La Coruña por el PSOE. Durante esta etapa fue vicepresidente segundo de la Comisión de Presidencia del Gobierno y Ordenación General de la Administración del Estado, y vocal de la Comisión de Incompatibilidades. También fue diputado en las elecciones al Parlamento de Galicia de 1981, 1985, 1989, 1993 , por el PSdeG-PSOE, durante esos años actuó como portavoz de su grupo parlamentario y vicepresidente del Parlamento de Galicia.
Durante estos años asumió diferentes cargos , Secretario Xeral da Grande Área de Expansión Industrial de Galicia y subdelegado provincial del Ministerio de Obras Públicas y Urbanismo.
En 1997 se retira de la política activa en el   Parlamento de Galicia y pasa a ser uno de los miembros fundadores del Consejo Consultivo de Galicia hasta agotar su mandato el 2007.